# Caspar Barlaeus
Caspar Barlaeus (Anvers, 12 de febrer de 1584 - Amsterdam, 14 de gener de 1648) fou un teòleg, humanista, poeta, historiador neerlandès.

## Biografia
Nascut Caspar (Kaspar) van Baarle (i més conegut pel seu nom en llatí), va estudiar teologia i va ser clergue abans de fer-se professor de lògica a la Universitat de Leiden.
A partir de 1631, va treballar a l'Ateneu Il·lustre d'Amsterdam. Aquesta institució, acollida a la quatrecentista Agnietenkapel, es considera antecessora de la Universitat d'Amsterdam. Barlaeus va treballar també com a mèdic. Va viure a Caen algun temps, havent defensat la causab arminiana i predicant a Nieuwe-Tonge.

## Obra
Barlaeus va publicar diversos volums de poesia, especialment en llatí. Va escriure també l'eulogia que acompanya el retrat del cartògraf Willem Blaeu, datat el 1622. Es va interessar per diversos aspectes de la cartografia i la història. El 1622 va traduir la "Descripción de las Indias Occidentales" d'Antonio d'Herrera y Tordesillas. El 1627 va compondre el text per a l'atles d'Itàlia organitzat per Jodocus Hondius i va estudiar la geografia de l'imperi colonial neerlandès a Brasil.
- Manes Auriaci (1625)
- Hymnus ad Christum (1628)
- Poemata (1628)
- Medicea hospes (1638)
- Faces augustae (1643)
- Rerum in Brasília et alibi gestarum (1647)
- Verscheyde Nederduytsche gedichten (1651)
- Mercator sapiens, sive Oratio de coniungendis mercaturae et philosophiae studiis